# Сомано
Сомано (італ. Somano, п'єм. Soman) — муніципалітет в Італії, у регіоні П'ємонт,  провінція Кунео.
Сомано розташоване на відстані близько 470 км на північний захід від Рима, 65 км на південь від Турина, 40 км на північний схід від Кунео.
Населення — 365 осіб (2014).
Щорічний фестиваль відбувається 21 червня. Покровитель — San Luigi.

## Демографія
Населення за роками:

Станом на 1 січня 2023 року в муніципалітеті офіційно проживало 25 іноземців з 10 країн, серед них 10 громадян країн Євросоюзу.

## Сусідні муніципалітети
- Бонвічино
- Боссоласко
- Дольяні